# Mątwik burakowy
Mątwik burakowy (Heterodera schachtii) – gatunek nicienia z rodziny mątwikowatych (Heteroderidae). U gatunku występuje dymorfizm płciowy - ciało samicy przyjmuje kształt cytrynki, ciało samca jest nitkowate. Mątwik żeruje na roślinach dwuliściennych, głównie na burakach, roślinach komosowatych, rzepaku, i innych roślinach kapustnych. Objawami są: słaby wzrost roślin, żółknięcie liści, spadek plonu do 30%, przerost korzeni bocznych. Wytwarza 2 pokolenia w ciągu roku. Samica składa jaja bezpośrednio do korzeni. Gatunek zimuje w postaci larw w cystach (w glebie). Wiosną następuje wyjście larw inwazyjnych z cyst, następnie wnikanie do korzeni roślin żywicielskich. Cystę tworzą samice 2 pokolenia. Mątwiki można zwalczać za pomocą płodozmianu – przez 4–5 lat stosując rośliny jednoliścienne, lub takie rośliny jak lucerna, kukurydza czy cebula, które poprzez wydzielanie substancji podobnych do roślin żywicielskich nęcą mątwiki, jednak dzięki swojej budowie uniemożliwiają wychodzącym z jaj larwom wniknięcie do ich wnętrza, w efekcie czego giną.